# LibreOffice Math
LibreOffice Math è un elaboratore di formule libero, componente del software di produttività personale LibreOffice, nato nel 2010 da un fork di OpenOffice.org Math, il corrispettivo di Microsoft Mathematics
Come per l'intero pacchetto LibreOffice, Math può essere utilizzato su una varietà di piattaforme, tra cui Microsoft Windows, GNU/Linux, FreeBSD e Solaris.